# Cristina Villó Montesino
Cristina Villó Montesino (La Corunya, Galícia, 1812 - València, 1884) fou una soprano espanyola.

## Biografia
Fou filla del músic major de regiment Ventura Villó, de Barcelona, i de Micaela Montesino, de Maó. Ja des de la infància Cristina mostrà extraordinària afició per l'art de la lírica. Dotada, a més, de bellíssima veu, fou admesa en el Conservatori de Madrid, on el seu pare la va apuntar seguint els consells del músic Tomás Genovés (qui es casaria amb la seva germana Elisa), a pesar de no haver-hi cap plaça vacant, fent tals progressos en aquell centre que quan només tenia divuit anys els seus professors manifestaren que ja era una artista perfecta, i ja llavors feu la seva presentació a València amb l'òpera La straniera de Bellini, sent acollida amb grans aplaudiments pel públic.
De València passà a Saragossa i després a Lisboa, a Màlaga, i finalment a Madrid, on el públic li va fer una entusiasta acollida. No tardà gaire a passar a Itàlia, i es diu que en escoltar-la Donizetti hagué de manifestar que mai havia escoltat una veu més bella que la d'aquella espanyola. Contractada pel Gran Teatre d'Amsterdam, el seu èxit superà al fins llavors havia assolit i era tanta la seva popularitat en aquella capital, que quan feia alguna compra cap comerciant volia cobrar-li l'import.
Tornà a Itàlia, i més tard retornà a Espanya, retirant-se dels escenaris quan estava en l'apogeu de la seva fama i de les seves facultats, amb poc més de 35 anys. L'últim cop que apareix a les hemeroteques és en ocasió d'una representació de Rigoletto de Verdi a la ciutat de València, on residia. Va morir a aquesta ciutat l'any 1884.
Tres de les seves germanes van començar carreres líriques i dues d'elles, Matilde Villó (de nom Benigna Matilde) i Elisa Villó, van arribar a cantar al Gran Teatre del Liceu de Barcelona. Es dona la circumstància de que Cristina i Matilde van cantar en una mateixa funció en aquest teatre, l'òpera Norma de Vincenzo Bellini, el 17 de desembre de 1851. Prèviament havien coincidit en el Teatre de la Santa Creu les dues germanes Carlota i Matilde, en Norma en febrer de 1847. El seu germà Frederic, nascut a Valladolid, també fou músic de professió. L'altra germana cantant fou la Carlota Villó.
Es va casar a Granada amb el músic Félix Ramos Herranz, el dia 11 de juliol de 1836. En aquell moment la família Villó residia a Granada, segons la inscripció del matrimoni.